# Сан-Хосе Шаркс
«Сан-Хосе Шаркс» (укр. Акули Сан-Хосе, англ. San Jose Sharks) — заснована у 1991 професіональна хокейна команда міста Сан-Хосе у штаті Каліфорнія. Команда — член Тихоокеанського дивізіону, Західної конференції, Національної хокейної ліги. 
Домашнє поле для «Сан-Хосе Шаркс» — SAP Center. 
«Шаркс» досі ще не виграли Кубок Стенлі.

## Рекорди
Джонатан Чічу виступаючи в складі «Сан-Хосе Шаркс» встановив кілька клубних рекордів:
1. Найбільша кількість голів за сезон — 26 (2005–06)
2. Найбільша кількість у більшості — 24 (2005–06)
3. Найбільша кількість хет-триків за сезон — 5 (2005–06)